# Abdulrahman bin Hamad bin Jassim bin Hamad Al Thani
Abdulrahman bin Hamad bin Jassim bin Hamad Al Thani là nhà chính trị Qatar. Hiện tại, ông đang giữ chức vụ làm Bộ trưởng Bộ Văn hóa Qatar kể từ ngày 19 tháng 10 năm 2021.